# Sainte-Foi
Sainte-Foi är en kommun i departementet Ariège i regionen Occitanien i södra Frankrike. Kommunen ligger  i kantonen Mirepoix som ligger i arrondissementet Pamiers. År 2022 hade Sainte-Foi 30 invånare.

## Befolkningsutveckling
Antalet invånare i kommunen Sainte-Foi
Referens: INSEE